# Robert Wehrlin (Maler)

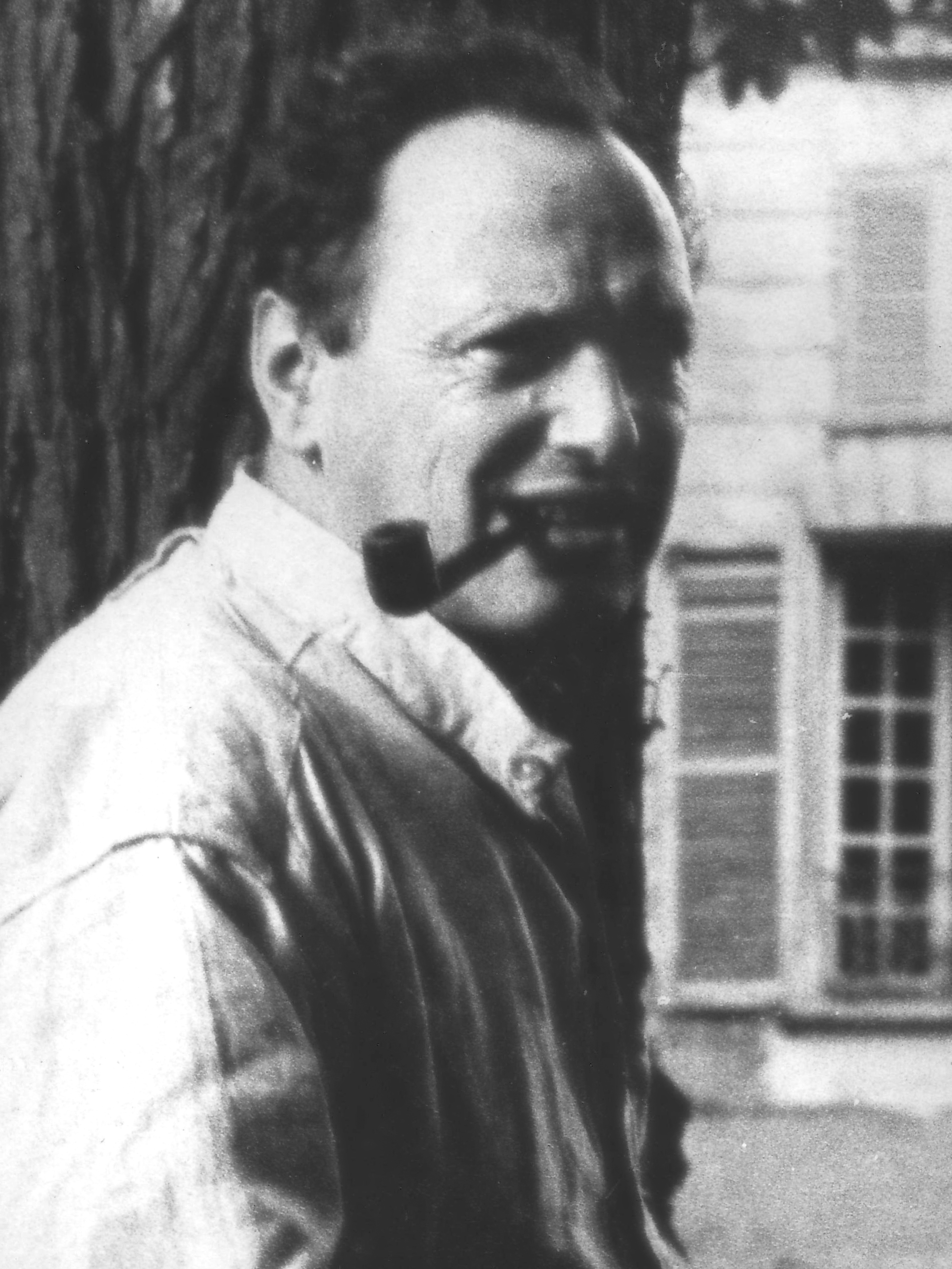
Robert Wehrlin (1903–1964)

Robert Wehrlin (* 8. März 1903 in Winterthur; † 29. Februar 1964 ebenda) war ein Schweizer Maler, Grafiker, Kupferstecher und Illustrator. Sein Werk umfasst Malerei, Aquarelle, Gouachen, Zeichnungen, Grafiken, Radierungen, Lithografien, Illustrationen, Sgraffitos, Wandmalerei, Tapisserie sowie Blei- und Glasmalerei.

## Leben und Werk
Robert Wehrlin war ein Sohn des aus Bischofszell stammenden Journalisten und Schriftstellers Robert Wehrlin (1871–1920) und der aus Sumiswald stammenden Maria Louise, geborene Sommer (1872–1955). Wehrlin studierte von 1921 bis 1924 Rechtswissenschaften an verschiedenen deutschen Universitäten und begann zu malen. 1922 lernte er in Davos Ernst Ludwig Kirchner kennen, den er bis zu seinem Tod regelmässig besuchte.
1924 zog Wehrlin nach Paris und besuchte verschiedene Akademien, darunter die Académie Julian und die Académie Lhote von André Lhote. In Paris lernte Wehrlin seine zukünftige Frau und sein gleichzeitiges Modell, Germaine geborene Dupuis (1903–1990), kennen. Auch die Griechin Demetra Messala, genannt «Mimina», die später Arno Brekers Lebensgefährtin wurde, stand Wehrlin Modell. 1925 stellte er seine Werke zum ersten Mal im Salon d’Automne aus.
In Paris freundete sich Wehrlin unter anderem mit Otto Charles Bänninger, Germaine Richier, Walter Linck, Margrit Linck-Daepp, Alberto Giacometti, Willy Guggenheim, Serge Brignoni und Max Gubler an. 1928 lernte er Jacques Villon kennen, der ihn in die Druckgrafiktechniken einführte.
Wehrlin stellte seine Werke in zahlreichen Gruppenausstellungen aus, so regelmässig im Salon d’Automne und an den Turnusausstellungen des Schweizer Kunstvereins. Ab 1932 war er Mitglied der Künstlergruppe Winterthur. 1934 erfolgte seine erste bedeutende Ausstellung im Kunstmuseum Winterthur.
Robert Wehrlin erhielt 1929, 1937 und 1938 ein eidgenössisches Kunststipendium. 1935 heiratete er Germaine Dupuis. Die Trauzeugen waren Germaine Richier und der Maler Maurice-Georges Poncelet (1897–1978). 1937 wurde Wehrlin zum Mitglied der «Jeune Gravure Contemporaine» ernannt.

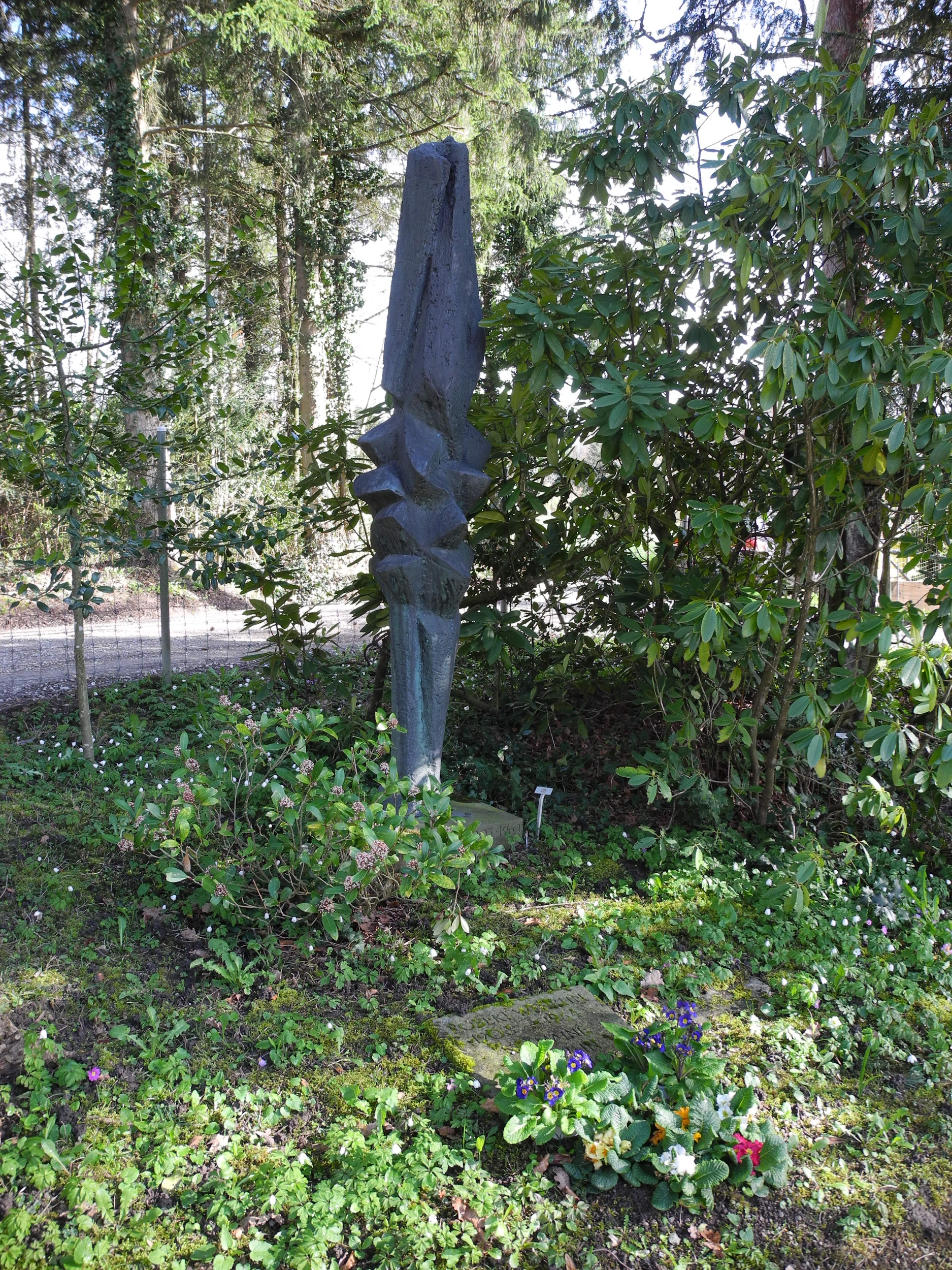
Grab, Waldfriedhof Elsau. Grabplastik von Robert Lienhard.

Ab 1938 lebte das Ehepaar im Torhaus von Charles Eugène Gabriel de La Croix, Marquis de Castries an der Rue Prosper-Legouté 4 in Antony. Da in der Nachbarschaft ein Kinderheim war, schuf Wehrlin zahlreiche Kinderstudien und ‑bildnisse. 1944 wurde er vom Salon d’Automne zum Mitglied ernannt. Im gleichen Jahr nahm er an der Ausstellung «Paris und seine Maler» in der Galerie Charpentier mit Sitz in der Rue du Faubourg-Saint-Honoré 76, Ecke Rue Duras, in Paris teil.
Im Auftrag der Generalinspektion der Schönen Künste der Stadt Paris schuf Wehrlin 1943 elf Konzertplakate für verschiedene Musiker, so unter anderem für Arthur Honegger und Florent Schmitt. Für die Kunstmesse «Painters of Paris» bei Wolfsberger in Zürich gestaltete er 1946 das Ausstellungsplakat. Im gleichen Jahr bezog Wehrlin ein zweites Atelier in Winterthur und erhielt Aufträge für Schulen und Kirchen.
1947 illustrierte Wehrlin mit rund sechzig Lithografien Léon Frapiés Hauptwerk La Maternelle (in Deutschland Kinderschulgeschichten). Zudem schuf er eine Serie von sechs Lithografien mit dem Titel Les fenêtres de Paris, die einen Text von Jean Tharaud und Jérôme Tharaud illustrierten. 1948 stellte er seine Werke in der Galerie Chichio Haller und 1950 bei Orell Füssli in Zürich aus. Für die 1960 eingeweihte Kirche in Elsau schuf Wehrlin die Blei- und Glasfenster Schöpfung, Taufe, Kreuzigung, Auferstehen, Pfingsten, Das neue Jerusalem, Brot und Wein und Kirchenmusik.
1963 erhielt er den Kunstpreis der Stadt Winterthur, und das Kunstmuseum Winterthur stellte seine Werke aus. Robert Wehrlin fand seine letzte Ruhestätte auf dem Waldfriedhof in Elsau. Die Grabplastik schuf Robert Lienhard.
Nach Wehrlins Tod wurden seine Werke in Retrospektiven gezeigt. Zudem vollendete 1965 der Maler Heinrich Bruppacher (1930–2010) drei laufende Glasmalprojekte, so für das Krematorium Nordheim, für die reformierte Kirche Bachs und für das Kantonsspital Münsterlingen.
Wehrlins Werke finden sich in französischen und Schweizer Museen sowie in Privatsammlungen. Bis heute werden seine Werke in der Schweiz und Frankreich ausgestellt.

## Werke (Auswahl)
- 1949: Sgraffito für die Konsumgenossenschaft in Winterthur
- 1954: Die Taufe Christi, für das Pfarrhaus Kollbrunn
- 1958: Das Glücksrad, für das Schulhaus Hohfurri in Winterthur
- 1959: Jakobsleiter, für das Pfarrhaus in Winterthur-Veltheim
- 1960: Zyklus, Glas- und Bleifenster für die Kirche Elsau, Winterthur
- 1962: Transformation, Wanddekoration für das Eidgenössische Institut für Geistiges Eigentum in Bern

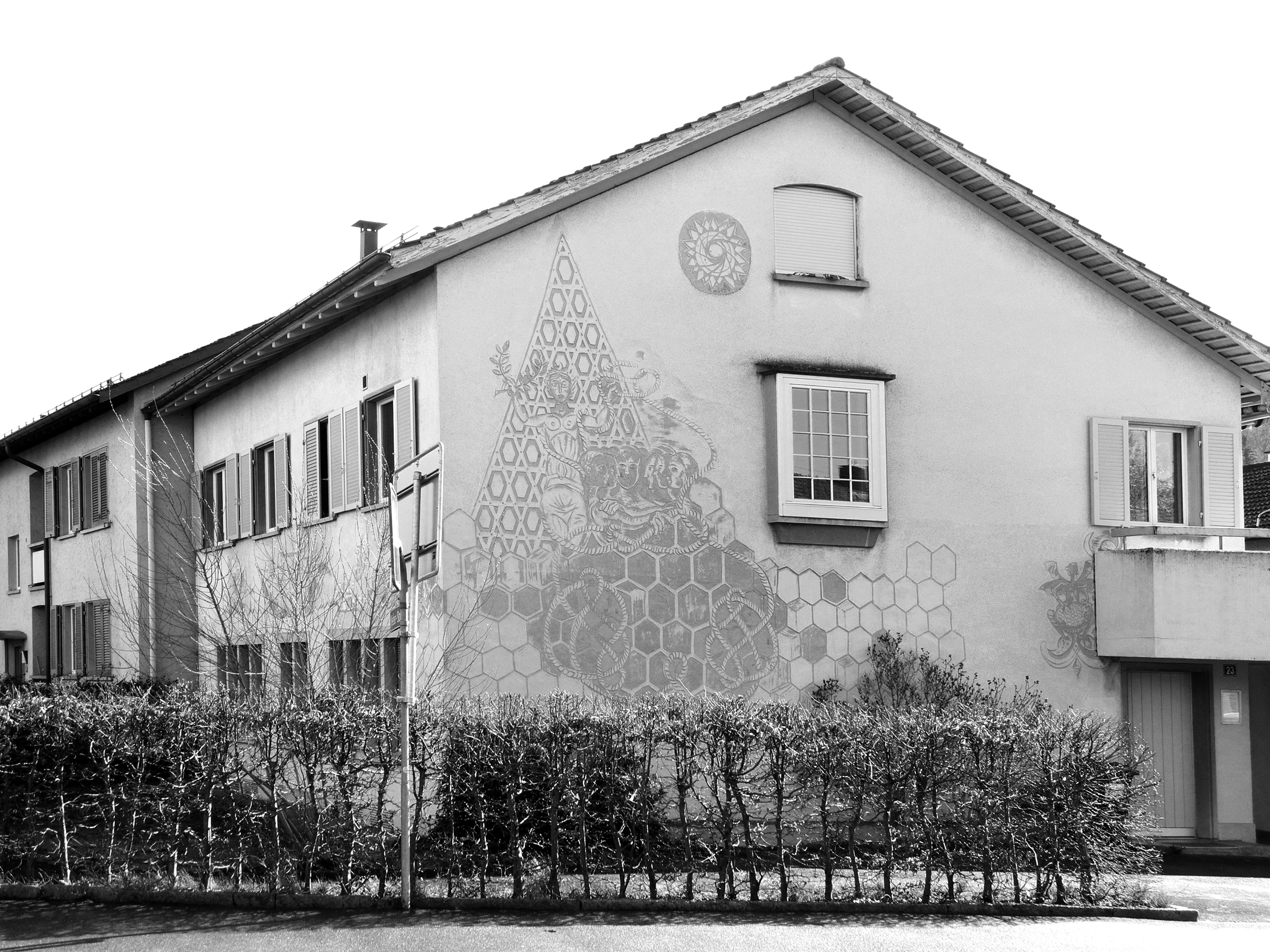
Sgraffito 1946, Konsumverein Mattenbach, Unterer Deutweg 23, Winterthur
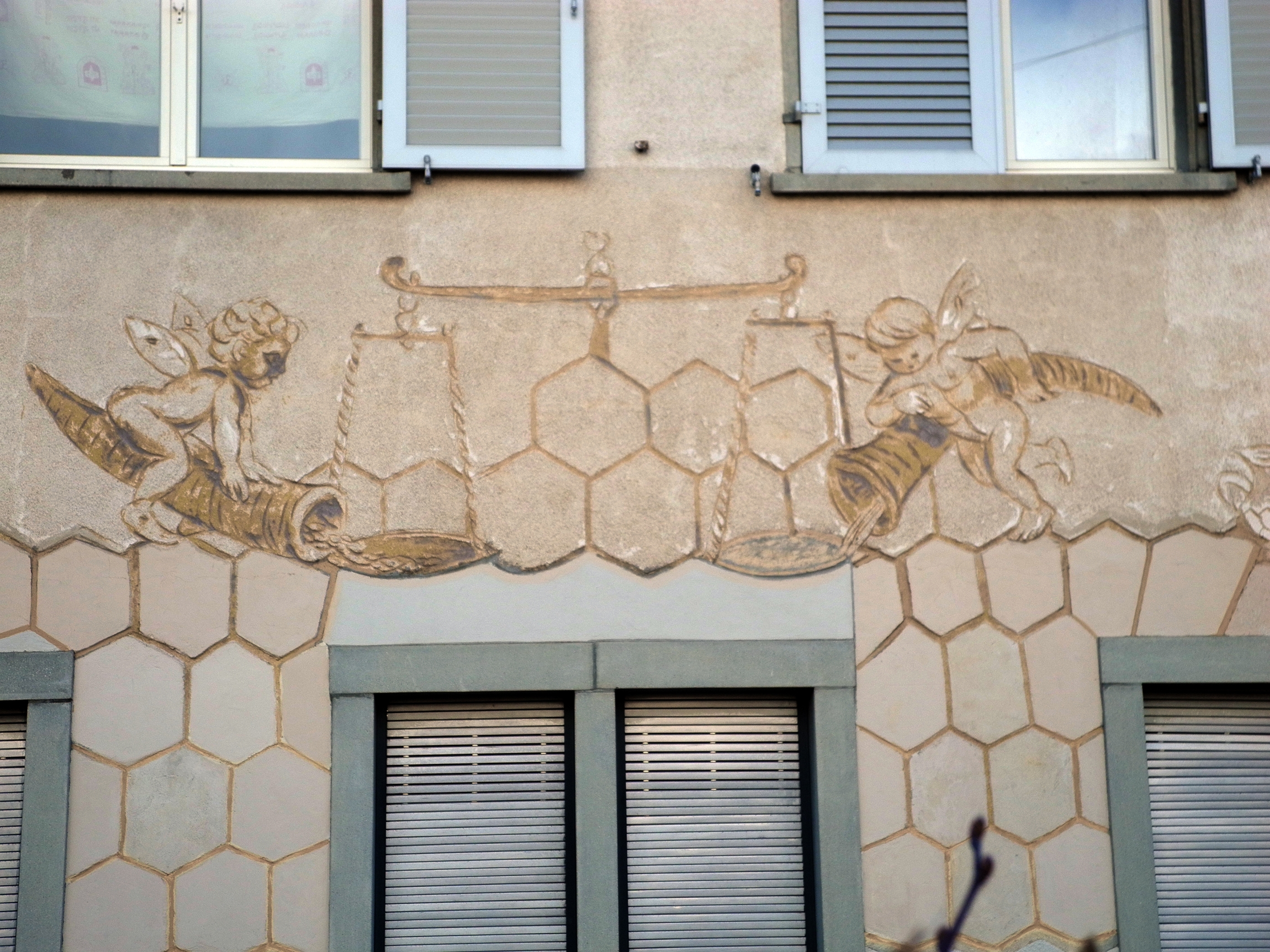
Sgraffito 1946, Konsumverein Mattenbach, Unterer Deutweg 23, Winterthur
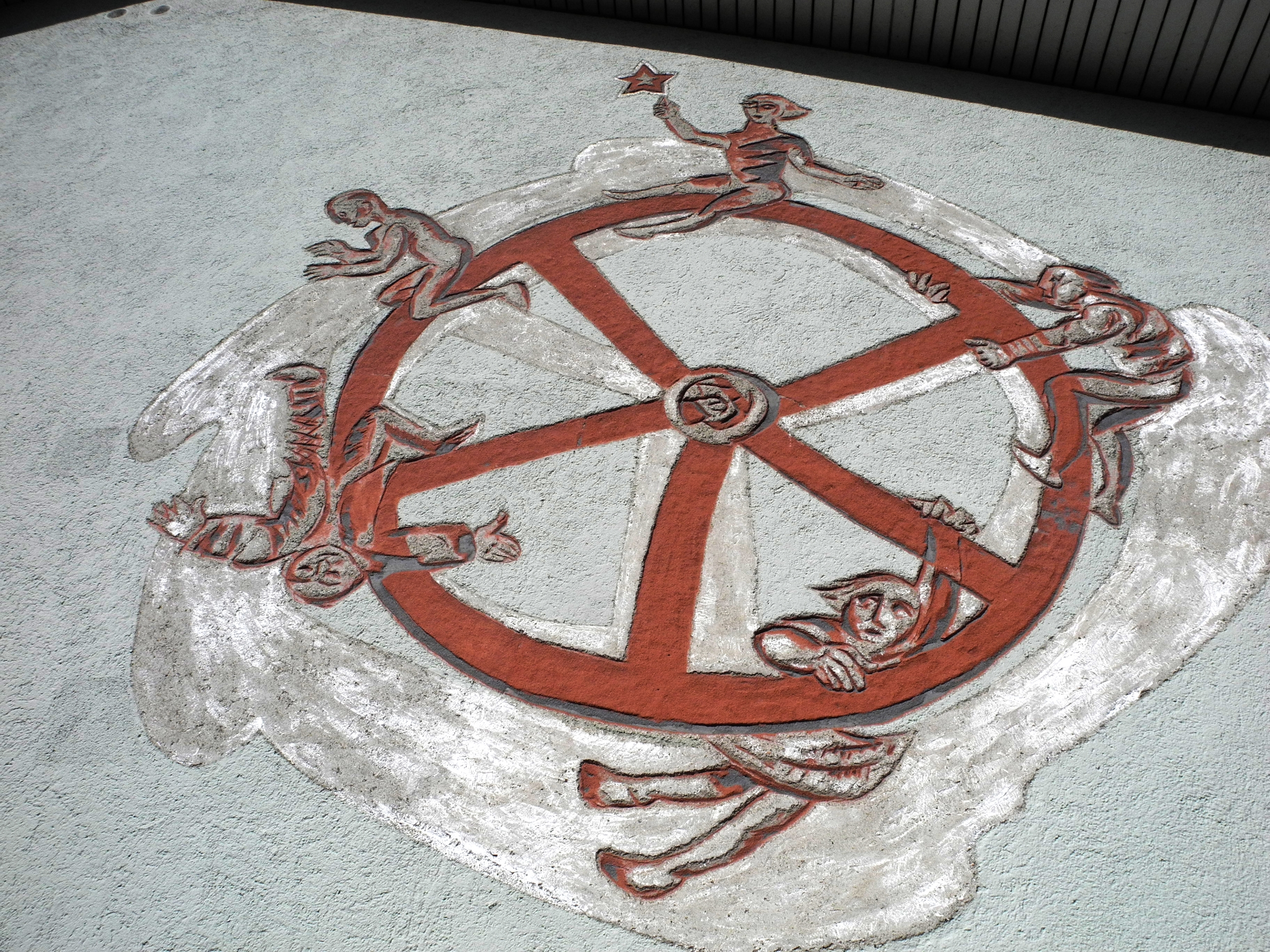
Glücksrad 1958, 5 Meter Durchmesser. Schulhaus Hohfurri, Winterthur.